# 이가라시 료타
이가라시 료타(일본어: 五十嵐 亮太, 1979년 5월 28일 ~ )는 일본의 프로 야구 선수이며, 현재 센트럴 리그인 도쿄 야쿠르트 스왈로즈의 소속 선수(투수)이다.

## 인물

### 프로 입단 전
연식 야구팀에서 야구를 시작해 이후 리틀 시니어팀에 소속되어 활약했고 중학생 시절까지는 1루수로 뛰었다. 이가라시의 어깨를 간파한 감독이 투수로 전향시켜 현내 굴지의 호완 투수로 불리게 되었다. 고 3때인 마지막 마운드에서 컨디션 저하로 인해 전날에 링겔(정맥 주사)을 놓으면서 등판했다.
1997년 프로 야구 드래프트 회의에서는 야쿠르트 스왈로스로부터 2순위 지명을 받아 입단했다.

### 야쿠르트 시절

#### 1998년
입단 후 주로 2군에서만 뛰면서 10경기에 등판해 30개의 탈삼진을 기록하는 등 주목을 받았다.

#### 1999년
시즌 개막은 2군에서 맞이했지만, 이후 4월 20일에 1군으로 승격되었다. 그 날 주니치 드래건스전에서는 12회초 동점인 상황에서 첫 등판을 했지만 제구력 난조로 패전 투수가 되었다. 그러나 그 이후에도 부상자가 많은 투수진의 사정도 있어 1군에서 잔류해 5월 27일의 요코하마 베이스타스전에서는 7회초에 등판, 1이닝 무실점에 호투하여 이후에 팀은 3점을 얻어 역전시키는 등 프로 데뷔 첫 승리를 거두었다. 그 전인 6월 말에는 2군으로 떨어졌지만 8월에 복귀하여 시즌 종반에서는 최고 속도 154 km/h의 속구를 측정해 등판 횟수도 증가했다. 사사구의 과제로 여겨졌지만 중간 계투로 등판해 최종적으로 6승을 기록하는 맹활약을 보였다.

#### 2000년
작년의 활약을 발판 삼아 시즌 개막을 1군에서 맞이했다. 그러나 팀은 개막 후 6연전에서 1승 5패라는 저조한 성적을 기록하고 있었지만 4월에만 3승 1패를 기록하는 등 이가라시의 활약을 받아 서서히 회복했다. 한때는 “이가라시가 던지면 이길 수 있다” 라고까지 말할 정도로 구원 투수로 등판해 올스타전 열리기 직전에만 11승을 기록했고 이후 감독 추천으로 자신의 첫 올스타전에 출전했다. 그러나 8월 8일의 경기에서는 기대 이하의 투구 플레이로 2군에 내려가면서 1군 복귀 이후에는 뚜렷한 성적을 올리지 못해 최다승은 14승을 기록한 멜빈 번치에게 양보했다. 시즌 종료 후 후루타 아쓰야와 함께 최우수 배터리상 수상자로 선정되었다.

#### 2001년
스프링 캠프 도중 전치 1개월의 근육 통증을 일으키는 부상을 당해 3월에는 1군에 복귀했지만 5월에 갑작스런 오른쪽 팔꿈치 통증을 일으켜 2군으로 강등되었다. 복귀 시한은 7월 중순까지 늦어졌고 팀이 리그 우승하면서 이렇다 할 만한 활약을 보여주지 못할 정도의 시즌을 보냈다. 그런데도 41경기에 등판해 평균자책점은 자기 최고인 2.59를 기록하면서 시즌 종반까지 팀을 떠받쳤다. 퍼시픽 리그 우승팀인 오사카 긴테쓰 버펄로스와의 일본 시리즈 2차전에서 8회말 동점인 상황에 등판했지만 상대 타자인 터피 로즈에게 3점 홈런을 허용하는 등 패전 투수가 되면서 이후의 경기에서는 출전하지 않았다.

#### 2002년
팬에게서의 공모에 의해 팀 동료인 이시이 히로토시와 함께 ‘로켓 보이즈’ 라는 애칭이 붙여졌다. 정규 시즌에서는 부동의 구원 투수로서 팀 승리에 공헌해 본인으로서는 처음으로 개막전으로부터 시즌 종료까지 1군에서 활약했다. 7월에는 감독 추천으로 자신의 두 번째인 올스타전에 출전해 속구 승부에서도 화제를 불러 일으켰다. 최종적으로는 64경기에 등판하여 중간 계투만으로 8승을 기록한 외에도 개인 최고 성적인 평균자책점 2.08의 성적을 남겼다.

#### 2003년
부상자가 많은 투수진들 가운데서도 작년에 이어 개막 직후부터 1년간 1군에서 뛰었다. 감독 추천으로 통산 세 번째인 올스타전에 출전했고, 이후 정규 경기에서는 2년 연속 60경기 등판이 되는 66경기에 등판해 7회와 8회를 호투하는 승리의 방정식의 일익을 담당했다.

#### 2004년
작년에 구원 투수를 맡은 이시이 히로토시의 갑작스런 부상으로 4월부터는 구원 투수로 활약했다. 6월 3일의 한신 타이거스전에서는 이마오카 마코토와 상대해 개인 최고 속도이자 당시 일본 프로 야구의 최고속 기록이 된 158 km/h를 측정했다. 사상 처음으로 스트라이크가 해제된 후 최초의 경기가 된 9월 20일 한신전에서 야노 아키히로와 상대해 3구 연속을 포함한 합계 4구인 158 km/h를 측정해 ‘속구왕’이라는 칭호를 손에 넣었다. 이 최고 속도 기록은 2005년 5월 11일 마크 크룬이 159km/h를 내서 기록을 깼지만 2008년 4월 현재 일본인 선수로서는 이라부 히데키, 야마구치 가즈오 등과 함께 일본 프로 야구 최고 속도 타이기록을 유지하고 있었다. 2009년 시즌 종료 시점에서도 일본인 최고 속도 타이기록이다. 7월에 있은 올스타전 팬투표에서도 1위로 선정되는 등 통산 네 번째인 올스타전에 출전했고, 최종적으로는 5승 3패 37세이브라는 성적으로 최다 세이브 타이틀을 차지했다.

#### 2005년
2년간 계속된 팀내 구원 투수로서 기대되고 있었지만 정규 시즌 개막 직전 대퇴부에 통증을 일으켰다. 부상의 영향으로 결국 4월 중순에는 2001년 이후 2군에 내려가는 수모를 겪었다. 부상과 부진이라는 악재도 있어 성적에는 기대에 못 미쳤지만 2년 연속 올스타전 팬투표 1위로 선정되어 통산 다섯번째인 올스타전에 출전했다. 최종적으로는 49경기에 등판했지만 4년 연속 60경기 등판에는 달성하지 못했다.

#### 2006년
그 해에는 구원 투수로서 기대를 받아 개막전인 한신전에서 세이브를 기록했다. 그러나 이후에는 뚜렷한 성적이 나오지 않으면서 6월 중순에 2군으로 떨어지는 등 8월에 다시 복귀했지만 9월 18일의 경기를 마지막으로 1군 등록이 말소되었다. 그 후 정밀 검사를 받으면서 오른쪽 팔꿈치 인대 단열이 발견돼 오프에는 팔꿈치 인대 교체 수술(토미 존 수술)을 받았다.

#### 2007년

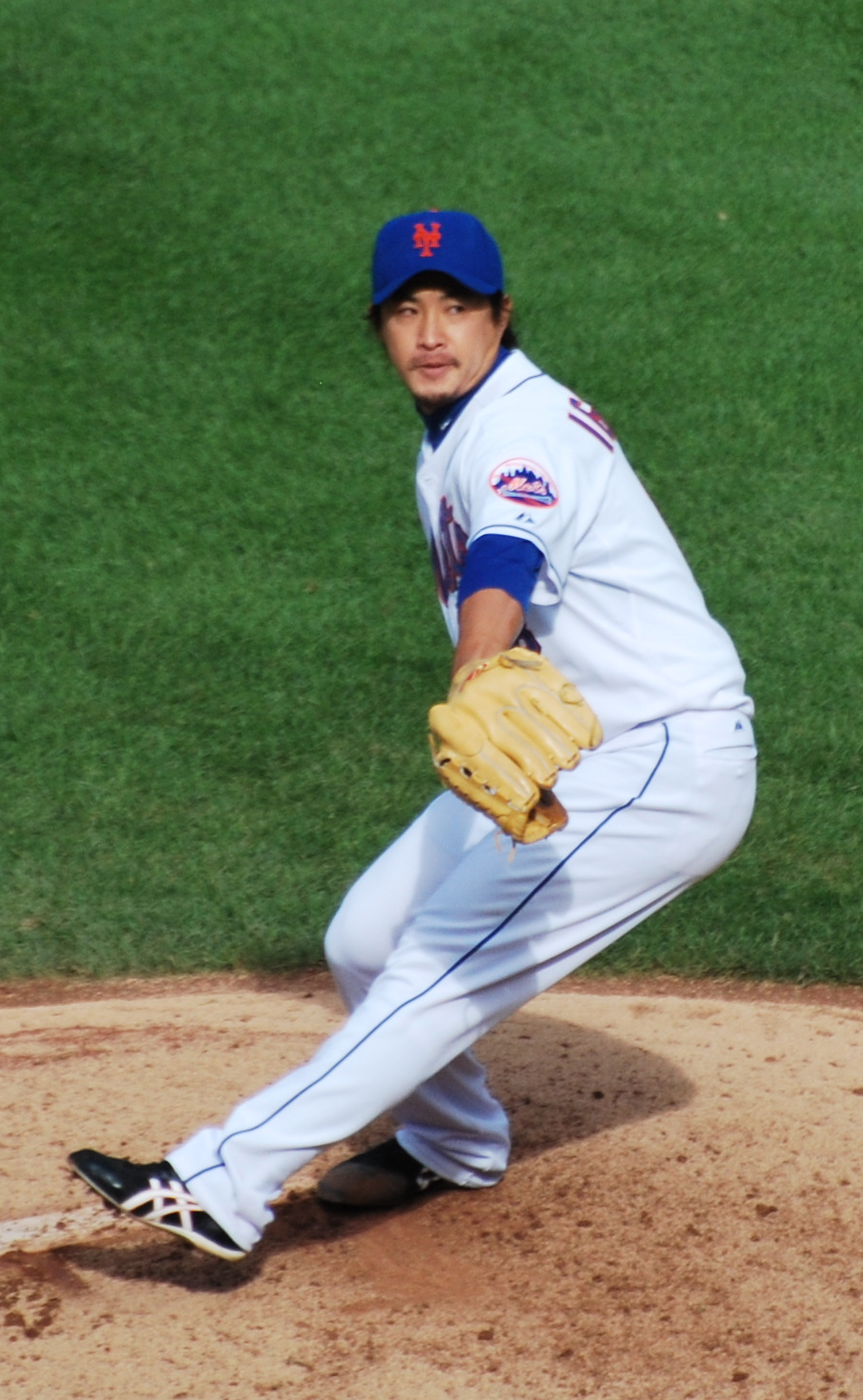
뉴욕 메츠 시절의 이가라시 료타

1년 간을 재활 훈련에만 전념해 실전 등판은 1군과 2군에 모두 없었다. 10월에 있은 피닉스 리그에서 복귀 등판을 이루었다.

#### 2008년
스프링 캠프와 시범 경기에서 모두 순조롭게 보내는 등 개막전인 3월 28일의 요미우리 자이언츠전 9회초에 등판하여 구속도 154km/h를 측정해 1년 반 만의 정규 경기 등판을 무실점에서 벗어났다. 그러나 이 경기에서 전치 3주의 근육 파열을 일으키는 부상을 당해 일시적으로 팀의 전력에서 이탈당했다. 4월 29일에 재등록 되면서 이후에는 접전·승리 경기에서의 투수 기용이 증가되는 등 9월 20일의 요코하마전(메이지 진구 야구장)에서는 복귀 이후 최고 속도인 157km/h를 기록해 본인으로서는 약 2년 반 만의 세이브를 올렸다. 토미 존 수술을 받은 투수 중에는 수술 후유증이나 장기 요양에 의해 구속이 떨어지는 경우도 볼 수 있지만 타고난 근성으로 수술 전과 동등의 구속까지 회복되어 있었다. 또한 그 해에는 사사구의 개수도 매우 적게 나오는 등 안정감이 있는 투구가 눈에 띄게 나타냈다.
8월 2일에는 자유 계약 선수(FA)권의 취득 조건을 내세웠다. 프로 생활 11년째에 처음으로 FA를 취득한 이가라시는 이 날 “(FA를)취득할 수 있게 되어 매우 기쁘다. 시즌이 끝나고 나면 진지하게 생각하고 싶다” 라고 말하는 등 FA권 행사에 관한 언급은 피했다.

#### 2009년
작년과 마찬가지로 임창용에 뒤를 이은 8회에 구원 투수로서 개막전을 보냈다. 시즌 도중에 임창용이 기록한 20경기 연속 무실점이라는 구단 기록을 경신해 21경기 연속 무실점을 달성했다. 8월 29일의 주니치 드래건스전에서는 통산 500경기 등판을 기록하였지만 번트를 처리할 시에 허리 통증이 일어나는 등 다음 날에 등록이 말소되었다. 시즌 종반에는 피로 때문인지 볼넷을 허용하는 경우도 많아졌다.
시즌 종료 후 FA권을 행사해 메이저 리그인 뉴욕 메츠와의 협상 끝에 2년 총액 300만 달러(약 2억 7,000만엔)로 계약했다.

### 메이저 리그 시절

#### 뉴욕 메츠
시범 경기에서는 7.90의 평균자책점을 기록하면서도 개막 직후에는 좋은 모습을 보이고 있었지만, 4월 21일에 부상자 명단에 올라 5월 23일에 다시 복귀한 후 부진을 겪으며 평균자책점 7.91을 기록해 7월 초순 마이너 리그로 내려갔다. 8월 하순에 복귀하면서 팀 161경기째에 1/3이닝을 던진 직후 팀이 승리하는 행운도 있어 메이저 리그 진출 후 첫 승리를 거뒀다. 최종적으로 31경기에 등판해 1승 1패와 평균자책점 7.12를 기록했다.
이듬해 2011년 1월 3일에 뉴욕 메츠는 크리스 카푸아노와 테일러 부크홀츠와의 계약을 한 것에 의해 40명 범위에서 제외되었고 스프링 트레이닝에 초대 선수로서 참가했다. 트리플 A의 버팔로 바이슨스에서 시즌 개막을 맞이해 4월 10일의 포터킷 레드삭스전에서 첫 세이브를 기록했고 다음 11일에 메이저 리그에 승격하는 하였지만 5월 16일에 다시 마이너 리그로 내려갔다. 마이너 리그에서 19경기에 등판하면서 0승 1패 4세이브, 평균자책점 0.94, WHIP 0.80을 기록하여 호투하는 등 7월 15일에 다시 재승격되었다. 45경기에 등판하여 4승 1패, 평균자책점 4.66, WHIP 1.84의 성적을 남겼다.
탈삼진률은 2005년 이후 최고가 되는 9.78을 나타내며 높은 수치를 기록했지만 볼넷율이 6.52로 제구에 어려움을 겪었다. 그 해까지 메이저 리그 통산 5승은 모두 1/3이닝을 투구하면서 승리 투수가 되었다. 10월 20일에는 재계약 교섭이 결정되지 않아 FA가 되었고 도미니카 공화국에서 열린 윈터 리그에 참가했다. 11경기에 등판하면서 3세이브, 평균자책점 3.38, WHIP 1.41의 성적을 남겼고 12월 14일에 피츠버그 파이리츠와 마이너 계약을 맺었다.

#### 토론토 블루 제이스
2012년 스프링 트레이닝에 초대 선수로서 참가하고 있었지만 3월 29일에 피츠버그 파이어리츠 구단으로부터 메이저 리그 계약을 맺지 않겠다는 내용의 통보를 받았고 30일에는 트레이드로 토론토 블루제이스에 이적되었다. 블루제이스 산하의 마이너 리그에서 시즌 개막을 맞이했지만 19경기에 등판하여 1승 1패 4세이브, 평균자책점 1.29, WHIP 0.62의 성적을 남겼고 최고 속도 99 mph(약 159 km/h)를 기록했다. 5월 25일 메이저 리그에 승격되었지만 2경기에 등판하면서 4실점을 기록해 결국 27일에 방출되었다.

#### 뉴욕 양키스
29일에 웨이버 공시로 뉴욕 양키스에 이적하면서 뉴욕 양키스 산하 마이너 리그에서는 5경기에 등판한 후 6월 7일에 메이저 리그로 승격되었다. 1경기에 등판하면서 10일에는 다시 마이너 리그로 내려갔고 CC 사바시아와 앤디 페티트의 부진으로 인한 전력 이탈에 의해 프레디 가르시아가 선발로 돌았기 때문에 28일에는 다시 메이저 리그로 승격되었지만 등판 기회를 갖지 못한 채 1일에 다시 마이너 리그로 내려갔다. 8월 12일에는 사바시아의 부진에 의해 메이저 리그로 재승격하여 이 날 경기에는 등판했지만 데릭 로의 입단에 의해 다음날 다시 마이너 리그로 내려갔고 16일에는 40명 엔트리에서 제외되었다. 마이너 리그에서는 30경기에 등판하여 4승 3패 10세이브, 평균자책점 2.45, WHIP 1.31의 성적을 남겼다.

### 소프트뱅크 시절
2013 시즌 소프트뱅크 유니폼을 입으며 일본 프로야구로 복귀한 뒤엔 철벽 불펜 투수로 활약했다. 2014 시즌엔 무려 44홀드를 기록했으며 이듬해인 2015년에도 31홀드를 기록하며 제 몫을 다했다. 하지만 부상에 발목을 잡히며 점차 존재감이 희미해졌고 2018 시즌엔 단 한 경기도 1군 경기에 출장하지 못하고 방출을 했다.

### 야쿠르트 스왈로즈 시절
소프트뱅크 호크스에서 자유 계약으로 풀린 그는 야쿠르트 스왈로즈와 입단에 합의했다.닛칸 스포츠는 26일 야쿠르트와 이가라시가 계약에 대한 큰 틀의 합의를 마쳤다고 보도했다. 닛칸 스포츠에 따르면 야쿠르트 관계자는 "불펜에 대한 보강 필요가 있었다. 실적이 있는 선수인 만큼 좋은 활약을 기대하고 있다"고 밝혔다.

## 상세 정보

### 출신 학교
- 게이아이가쿠엔 고등학교

### 선수 경력
NPB
- 야쿠르트 스왈로스·도쿄 야쿠르트 스왈로스(1998년 ~ 2009년, 2019년 ~ )
- 후쿠오카 소프트뱅크 호크스(2013년 ~ 2018년)

MLB
- 뉴욕 메츠(2010년 ~ 2011년)
- 토론토 블루 제이스(2012년)
- 뉴욕 양키스(2012년)

### 수상·타이틀 경력

#### 타이틀
- 최우수 구원 투수: 1회(2004년)

#### 수상
- 팜 일본 선수권 MVP: 1회(1998년)
- 최우수 배터리상: 1회(2000년)[3]
- 월간 MVP: 1회(2004년 7월)

### 개인 기록

#### 첫 기록
- 첫 등판: 1999년 4월 20일, 대 주니치 드래건스 4차전(메이지 진구 야구장), 12회초에 3번째 투수로서 구원 등판, 1/3이닝 3실점에서 패전 투수
- 첫 탈삼진: 상동, 12회초에 야마사키 다케시로부터
- 첫 승리: 1999년 5월 27일, 대 요코하마 베이스타스 9차전(메이지 진구 야구장), 7회초에 3번째 투수로서 구원 등판, 1이닝 무실점
- 첫 세이브: 1999년 10월 3일, 대 히로시마 도요 카프 25차전(히로시마 시민 구장), 8회말에 2번째 투수로서 구원 등판·마무리, 2이닝 무실점
- 첫 홀드: 2005년 5월 21일, 대 오릭스 버펄로스 2차전(메이지 진구 야구장), 7회초 2사에 4번째 투수로서 구원 등판, 1과 1/3이닝 무실점

#### 기록 달성 경력
- 통산 500경기 등판: 2009년 8월 29일, 대 주니치 드래건스 20차전(메이지 진구 야구장), 9회초에 2번째 투수로서 구원 등판, 1/3이닝 무실점 ※역대 84번째

#### 기타
- 1구 승리 투수: 2006년 5월 2일, 대 히로시마 도요 카프 4차전(메이지 진구 야구장), 9회초 2사에 아라이 다카히로를 1루수 파울 플라이 아웃 ※역대 21번째(센트럴 리그에서는 12번째)
- 올스타전 출장: 5회(2000년, 2002년 ~ 2005년)

### 등번호
- 53(1998년 ~ 2009년, 2012년, 2013년 ~ 2018년)
- 18(2010년 ~ 2011년)
- 56(2012년)
- 43(2012년)
- 41(2012년)

### 연도별 투수 성적
| 연 도     | 소 속      | 등 판 | 선 발 | 완 투 | 완 봉 | 무 4 구 | 승 리 | 패 전 | 세 이 브 | 홀 드 | 승 률 | 타 자 | 이 닝 | 피 안 타 | 피 홈 런 | 볼 넷 | 고 4 | 몸 맞 | 탈 삼 진 | 폭 투 | 보 크 | 실 점 | 자 책 점 | 평 자 책 | W H I P |
| --------- | ---------- | ----- | ----- | ----- | ----- | ------- | ----- | ----- | -------- | ----- | ----- | ----- | ----- | -------- | -------- | ----- | ---- | ----- | -------- | ----- | ----- | ----- | -------- | -------- | ------- |
| 1999년    | 야쿠르트   | 36    | 0     | 0     | 0     | 0       | 6     | 4     | 1        | --    | .600  | 207   | 47.2  | 34       | 4        | 29    | 0    | 1     | 59       | 3     | 1     | 27    | 26       | 4.91     | 1.32    |
| 2000년    | 야쿠르트   | 56    | 0     | 0     | 0     | 0       | 11    | 4     | 1        | --    | .733  | 301   | 75.1  | 42       | 11       | 33    | 3    | 1     | 90       | 6     | 0     | 28    | 26       | 3.11     | 1.00    |
| 2001년    | 야쿠르트   | 41    | 0     | 0     | 0     | 0       | 2     | 3     | 0        | --    | .400  | 180   | 41.2  | 25       | 2        | 28    | 2    | 2     | 51       | 1     | 0     | 13    | 12       | 2.59     | 1.27    |
| 2002년    | 야쿠르트   | 64    | 0     | 0     | 0     | 0       | 8     | 2     | 4        | --    | .800  | 300   | 78.0  | 49       | 8        | 18    | 2    | 3     | 97       | 8     | 0     | 19    | 18       | 2.08     | 0.86    |
| 2003년    | 야쿠르트   | 66    | 0     | 0     | 0     | 0       | 5     | 5     | 0        | --    | .500  | 310   | 74.0  | 60       | 9        | 33    | 2    | 1     | 83       | 7     | 1     | 33    | 32       | 3.89     | 1.26    |
| 2004년    | 야쿠르트   | 66    | 0     | 0     | 0     | 0       | 5     | 3     | 37       | --    | .625  | 313   | 74.1  | 57       | 9        | 36    | 5    | 1     | 86       | 4     | 0     | 24    | 22       | 2.66     | 1.25    |
| 2005년    | 야쿠르트   | 49    | 0     | 0     | 0     | 0       | 3     | 2     | 4        | 11    | .600  | 246   | 56.2  | 52       | 6        | 27    | 2    | 1     | 60       | 6     | 0     | 24    | 22       | 3.49     | 1.39    |
| 2006년    | 야쿠르트   | 29    | 0     | 0     | 0     | 0       | 1     | 2     | 1        | 1     | .333  | 119   | 25.0  | 33       | 3        | 11    | 1    | 2     | 18       | 4     | 0     | 20    | 17       | 6.12     | 1.76    |
| 2008년    | 야쿠르트   | 44    | 0     | 0     | 0     | 0       | 3     | 2     | 3        | 12    | .600  | 171   | 43.2  | 35       | 3        | 6     | 0    | 2     | 42       | 3     | 0     | 13    | 12       | 2.47     | 0.94    |
| 2009년    | 야쿠르트   | 56    | 0     | 0     | 0     | 0       | 3     | 2     | 3        | 29    | .600  | 221   | 53.2  | 42       | 3        | 20    | 1    | 3     | 44       | 1     | 0     | 19    | 19       | 3.18     | 1.16    |
| 2010년    | NYM        | 34    | 0     | 0     | 0     | 0       | 1     | 1     | 0        | 2     | .500  | 135   | 30.1  | 29       | 4        | 18    | 1    | 0     | 25       | 3     | 0     | 24    | 24       | 7.12     | 1.55    |
| 2011년    | NYM        | 45    | 0     | 0     | 0     | 0       | 4     | 1     | 0        | 2     | .800  | 190   | 38.2  | 43       | 2        | 28    | 2    | 4     | 42       | 3     | 0     | 20    | 20       | 4.66     | 1.84    |
| 2012년    | TOR        | 2     | 0     | 0     | 0     | 0       | 0     | 0     | 0        | 0     | ----  | 10    | 1.0   | 5        | 0        | 2     | 0    | 0     | 2        | 0     | 0     | 4     | 4        | 36.00    | 7.00    |
| 2012년    | NYY        | 2     | 0     | 0     | 0     | 0       | 0     | 0     | 0        | 0     | ----  | 16    | 3.0   | 4        | 0        | 3     | 0    | 0     | 3        | 0     | 0     | 4     | 4        | 12.00    | 2.33    |
| '12 소계  | NYY        | 4     | 0     | 0     | 0     | 0       | 0     | 0     | 0        | 0     | ----  | 26    | 4.0   | 9        | 0        | 5     | 0    | 0     | 5        | 0     | 0     | 8     | 8        | 18.00    | 3.50    |
| 2013년    | 소프트뱅크 | 51    | 0     | 0     | 0     | 0       | 3     | 3     | 12       | 11    | .500  | 214   | 53.1  | 38       | 1        | 18    | 0    | 1     | 58       | 1     | 1     | 17    | 15       | 2.53     | 1.05    |
| 2014년    | 소프트뱅크 | 63    | 0     | 0     | 0     | 0       | 1     | 3     | 2        | 44    | .250  | 226   | 59.1  | 33       | 0        | 18    | 0    | 1     | 71       | 4     | 1     | 11    | 10       | 1.52     | 0.86    |
| 2015년    | 소프트뱅크 | 54    | 0     | 0     | 0     | 0       | 3     | 1     | 2        | 31    | .750  | 203   | 52.0  | 31       | 1        | 15    | 1    | 4     | 59       | 3     | 0     | 8     | 8        | 1.38     | 0.88    |
| NPB: 13년 | NPB: 13년  | 675   | 0     | 0     | 0     | 0       | 54    | 36    | 70       | 139   | .600  | 3011  | 734.2 | 531      | 60       | 292   | 19   | 23    | 818      | 51    | 4     | 256   | 239      | 2.93     | 1.12    |
| MLB: 3년  | MLB: 3년   | 83    | 0     | 0     | 0     | 0       | 5     | 2     | 0        | 4     | .714  | 351   | 73.0  | 81       | 6        | 51    | 3    | 4     | 72       | 6     | 0     | 52    | 52       | 6.41     | 1.81    |

- 2015년 기준, 굵은 글씨는 시즌 최고 성적.
- 1998년, 2007년은 1군 출장 없음.